# John Carew
John Alieu Carew (Lørenskog, 5 de setembro de 1979) é um ex-futebolista norueguês que atuava como atacante. Filho de mãe psiquiatra nórdica norueguesa e pai africano de Gâmbia.

## Carreira

### Em clubes
John Carew começou a sua carreira no Lørenskog, antes de transferir-se, em 1997, para o Vålerenga. Com apenas 17 anos de idade, marcou cinco gols em dez jogos, ajudando o clube a subir à Tippeligaen (Primeira Divião Norueguesa) e a erguer a Taça da Noruega. Depois de marcar nove gols no time principal, transferiu-se para o Rosenborg, onde fez uma temporada sensacional em 1999-00, marcando 19 gols em 17 partidas.

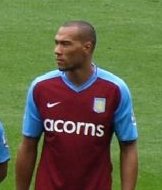
Carew no Aston Villa.

Em 2000 assinou contrato com o Valencia e marcou 14 gols na sua primeira temporada no clube, incluindo o gol da vitória contra o Arsenal, nos quartas-de-final da Liga dos Campeões. Após o Valencia perder a final para o Bayern de Munique, Carew perdeu o seu lugar na equipe. Marcou apenas nove gols nas duas temporadas seguintes e foi emprestado à Roma, em 2003.
Em 2003, marcou apenas seis gols em 20 partidas no Campeonato Italiano; então o Valencia decidiu negociá-lo com o Beşiktaş.
Carew marcou 13 gols em 24 jogos da Campeonato Turco na temporada 2003-04, e o Beşiktaş foi o quarto colocado. Logo o Lyon decidiu contar com seu bom futebol, pagando 7,7 milhões de euros ao Besiktas pelo atacante norueguês, em junho de 2005, firmando contrato de quatro anos com ele. No novo time, Carew aproveitou bem a nova oportunidade, marcando um “hat-trick” na vitória do Lyon sobre o Auxerre na Supertaça Francesa, a sua estreia no clube francês. Quatro dias mais tarde, marcou o gol da vitória na primeira rodada da Ligue 1, contra o Le Mans.
Em fevereiro de 2013 Carew acertou com a Internazionale para substituir o argentino Diego Milito, que passou por uma cirurgia no joelho e ficará meses afastado dos gramados. Um dia depois do seu anúncio pelos Nerazzurri, Carew acabou deixando o clube, que, por sua vez, alegou uma condição física do jogador incompatível com a necessidade urgente da agremiação de reposição de um nome fundamental ao elenco.

### Aposentadoria
Em entrevista ao PokerStars, Carew disse que se dedica ao poker e ao cinema, desde que anunciou a sua aposentadoria dos gramados. Segundo o ex-atacante, o esporte da mente agrada muitos atletas porque é uma modalidade que exige concentração, conhecimento e estratégia.

### Seleção nacional
Filho de pai gambiano e de mãe norueguesa, Carew foi o primeiro jogador negro a representar a Seleção da Noruega. Estreou pela Seleção Norueguesa em 1998 e, atualmente, tem mais de 80 jogos internacionais e mais de 20 gols com sua seleção.

## Títulos
Vålerenga
- Copa da Noruega: 1997

Rosenborg
- Campeonato Norueguês: 1999

Valencia
- Campeonato Espanhol: 2001-02

Lyon
- Campeonato Francês: 2005-06